# أمير كبير
عَالِي الجَاه مُقَرَّبُ الخَاقَانِ أَمِيرُ النِظَامِ المُستَوفِي وَأَمِيرُ الأَتَابِكَةِ الأَعظَمُ مِيرزَا مُحَمَّد تَقِي خَان الفرَاهَانِي الحُسيني (بالفارسية: عالی‌جاه مقرب‌الخاقان امیر‌نظام مستوفی امیر اتابک اعظم میرزا محمد تقی خان فراهانی حسينى) (9 كانون الثاني (يناير) 1807 - 10 كانون الثاني (يناير) 1852) الشهير بِـ«أمير كبير» (بالفارسية: امیرکبیر) هو رئيس الوزراء في الدولة القاجاريَّة في عهد ناصر الدين شاه، يُعدُّ أول مُصلح إيراني ومن أشهر القادة الذين ترأسوا الإصلاح التدريجي في الدولة القاجاريَّة. وهو مؤسس أوَّل مركز للتعليم العالي في إيران والصحيفة الثانية في البلاد، ولدوره المُهم في التاريخ الإيراني يُعتبر يوم مولده ومماته «يوم التنمية الوطنية».
ولد في قرية هزاوة قرب مدينة آراك (إيران). هو كان زوج عزت الدولة أخت ناصر الدين القاجاري وأب تاج الملوك زوجة مظفر الدين شاه وجد محمد علي شاه. هو أمر بقتل عديد من البابيين وإعدام مؤسس هذه الحركة. وهذا الأمر تأثر في قتله.
هو مؤسس دار الفنون، أول موسسة آكادمية في إيران. وأيضا نشر صحيفة وقايع اتفاقية أول صحيفة إيرانية. هو بعد مؤامرة اعدائه الذي كان اطراف الملك، ازال من منصبه ونفي الي كاشان وقتل بأمر ناصر الدين القاجاري في حمام فين في مدينة كاشان. ودفن في مدينة كربلاء.

## نشأته
ولد ميرزا محمد تقي خان في سنة 1807م في هزاوة في مقاطعة فراهان في مدينة آراك (إيران) في مركزي (محافظة). في أسرة متوسطة. هو، نجل الكربلائي محمد قربان الفراهاني الحسيني، الملقب بالأتابك الأعظم أمير نظام وأمير كبير، أحد كبار رجال السياسة وأعظم وزراء إيران، عهد إليه منصب الصدارة إبان حكم الشاه القاجاري ناصر الدين.أمضى أمير كبير طفولته وحداثته في كنف أسرة قائم مقام الفراهاني أحد أدباء عصره.

## قصةٌ عن ذكائه وفطنه
هو كان على قدر كبير من الفطنة والدراية والذكاء. يقال: كان في طفولته يأتي بغداء أبناء قائم مقام الفراهاني، ولدى عودته لأخذ الأواني كان يمكث واقفاً في الحجرة ويتعلم ما يلقبه المعلم من دروس. ذات يوم قدم قائم مقام الفراهاني ليختبر أبناءه، الذين أخفقوا في الرد على أسئلة أباهم. أما امير كبير، فانه اجاب عما سئل. سأله قائم مقام الفراهاني: تقي أين درست؟ أجاب: حين كنت آتي بغذاء أبناء حضرتكم، كنت وأنا واقف أستمع، فأنعم قائم مقام عليه، لكن امير كبير أبى وبكى. قال له ما تريد؟ أجاب: مر المعلم مثلما يدرس أبناء حضرتكم يدرسني أنا أيضاً. فاجابه قائم مقام بذلك وأوعز إلى المعلم بتعليم أمير كبير كذلك. مضت فترتا طفولة الميرزا تقي خان وشبابه تحت اشراف قائم مقام الفراهاني وتربيته.